# Henri Chandavoine
 (décembre 2009).
Si vous disposez d'ouvrages ou d'articles de référence ou si vous connaissez des sites web de qualité traitant du thème abordé ici, merci de compléter l'article en donnant les références utiles à sa vérifiabilité et en les liant à la section « Notes et références ».
Henri Chandavoine, né le 5 août 1921 à Mayenne et mort le 10 juillet 2008 à Laval, est un prêtre catholique séculier diocésain.

## Biographie
Fils de commerçants de Mayenne, il est ordonné prêtre en 1944, curé de La Haie-Traversaine puis de Quelaines en 1961. Il est conservateur diocésain des objets d'art et antiquité et l'auteur d'ouvrages.

## Publications
- Madones du Bas-Maine. Joseph Floc'h. 1961
- Anthologie de la poésie mariale, Éditions de Fleurus, et imprimerie Floc'h. 1966
- Jean Lefebvre de Cheverus (1768-1836), Chez l'Auteur, in-8, 1994, 104 p.
- Le Manoir du Buat. Siloë, 2000, 114 p.